# Kapkān
Kapkān (persiska: کپکان) är en ort i Iran.   Den ligger i provinsen Khorasan, i den nordöstra delen av landet, 700 km öster om huvudstaden Teheran. Kapkān ligger 1 435 meter över havet och antalet invånare är 192.
Terrängen runt Kapkān är kuperad åt sydväst, men åt nordost är den bergig. Runt Kapkān är det ganska glesbefolkat, med 28 invånare per kvadratkilometer. Närmaste större samhälle är Allayan, 11,8 km sydväst om Kapkān. Trakten runt Kapkān består i huvudsak av gräsmarker.